# هوراس گاگر
هوراس گاگر (انگلیسی: Horace Gager؛ ۲۵ ژانویه ۱۹۱۷ – march 1984 (aged 67)) بازیکن فوتبال بود.
از باشگاه‌هایی که در آن بازی کرده‌است می‌توان به باشگاه فوتبال ناتینگهام فارست و باشگاه فوتبال فولام اشاره کرد.
وی همچنین در تیم ملی فوتبال Irish League XI بازی کرده‌است.